# Én, a nő és plusz egy fő
Az Én, a nő és plusz egy fő (eredeti cím: You, Me and Dupree) 2006-ban bemutatott amerikai filmvígjáték, melyet Anthony és Joe Russo rendezett. A főbb szerepekben Owen Wilson, Kate Hudson, Matt Dillon és Michael Douglas látható. 
A film a Universal Pictures produkciója, Magyarországon a UIP-Duna Film forgalmazásában került a mozikba.

## Rövid történet
Egy nemrég összeházasodott fiatal párhoz odaköltözik a férj esküvői tanúja és egyben legjobb barátja, miután elvesztette állását és lakását. Ő azonban akaratlanul is visszaél vendégszeretetükkel és az őrület szélére sodorja barátait.

## Cselekmény
|  | Alább a cselekmény részletei következnek! |

Molly és Carl éppen esküvőjükre készülődnek Hawaiion, amikor Carl barátja, Neil megzavarja őket azzal, hogy Dupree, az esküvői tanú eltévedt. A két férfi elhajt Dupree-ért, aki repülőstoppal érkezik meg a jó szigetre. Az esküvő előtt Molly apja (aki azon cég vezérigazgatója, ahol Carl dolgozik) köszöntőt mond, melyben tréfás megjegyzéseket tesz Carl költségességére, s ezzel alapot ad esetleges konfliktusnak kettejük között. Később egy bárban Carl hanyagolja Dupree-t, hogy Mollyval lehessen, mikor éppen egy ivási tradícióra készülnek. Carl és Dupree nem sokkal ezután a parton beszélgetnek, Dupree elnézést kér, amiért nevetett Molly apjának viccelődésén, s azt mondja barátjának, ne hagyja el sose "carlságát". A ceremónián Dupree egy apró kitűzővel tűnik fel, amin a BM (best man – esküvői tanú) betűk és egy villám látható. Carl és Molly egybekelnek, beköltöznek új házukba, kibontják ajándékaikat és felmondják közös szövegüket az üzenetrögzítőre. Mikor Carl visszatér dolgozni, a Thompson Land Developmenthez (Thompson Földfejlesztés), meglepve értesül róla, hogy Mr. Thompson előléptette a saját tervének megvalósítójává, amin azonban némi változásokat eszközöltek. Végül a kettejük viszonya meglehetősen feszültté válik, s Carl ráébred, hogy újdonsült apósa ki nem állhatja őt. Mr. Thompson igencsak abszurd kérésekkel áll elő, amik egyre rosszabbak lesznek, úgymint Carl új építési projektjének drasztikus átszervezése, hogy Carl vegye fel Molly vezetéknevét, s ne fordítva, illetve hogy Carl végezzen vazektómiát, hogy megelőzze a gyermeknemzést a későbbiekben.
Mielőtt hazamenne Mollyhoz, hogy megünnepeljék az előléptetését, Carl megáll a bárnál, ahol ott találja Neilt és Dupree-t. Miután Neil otthagyja barátait az asszonyi szigor miatt, Dupree elmondja Carlnak, hogy elvesztette a munkáját, mivel nem kapott engedélyt, hogy az esküvő idejére szabadságot vegyen ki, s így a lakbérét sem tudta kifizetni, úgyhogy a házából is kilakoltatták. Lévén, hogy autója céges volt, az sincs neki, s kénytelen a bár egy kis helyiségében aludni. Carl magával viszi Dupree-t, s megkéri Mollyt, hadd maradjon náluk egy kis időre, míg talpra nem áll. Molly nem mond nemet, de érzékelhetően nem tetszik neki a dolog, s igencsak kiborítja, mikor Dupree beállít a holmijaival, köztük egy szarvasfejjel. A következő reggelen Molly és Carl meztelenül találja az alvó Dupree-t új foteljükön.
Vendégeskedése idején Dupree kevés energiát fektet munkakeresésbe, s egy állásinterjún kifejti, hogy ő nem egy igásló, s azért dolgozik, hogy éljen, s nem azért él, hogy dolgozzon.
Szertelen és rendetlen, elárasztja a fürdőszobát, rányit Carlra és Mollyra a hálószobájukban. Molly felajánlja, hogy összehozza egy könyvtárosnővel általános iskolai munkahelyéről. Dupree belemegy a dologba. Molly meghökken, mikor hazaérkezvén a bejárati ajtót kinyitja, s ott találja őket. A romantikus gyertyáktól kigyullad a nappali; Dupreenek mennie kell.
Ezalatt Carlra tovább nehezedik a nyomás munkahelyén, ám sikerül időt szakítania, hogy elmenjen Mollyval vacsorázni. Hazafelé ráakadnak a holmijaival egy padon ücsörgő Dupreere a hatalmas esőben. Molly ragaszkodik hozzá, hogy visszafogadják. Carl Dupree tudtára adja, hogy ezúttal kulturált módon kell viselkednie. Másnap Dupree jóvá teszi baklövéseit, rendbehozza a nappalit, megírja Carl köszönőleveleit a nászajándékokért, s összebarátkozik az utcában élő gyerekekkel. Carl megkéri őt, hogy menjen el helyette Molly iskolájába a karriernapra, mivel őt belepi a munka, s nem tud odaérni. Dupree biciklire pattan, s még sikerül inspirálnia is a gyerekeket, ami kellemesen érinti Mollyt. Még aznap este Dupree nagyszerű vacsorát készít barátainak, ám Carl ismét későn ér haza, így hát Molly és Dupree nélküli látnak neki. Mikor Carl végre megjön, féltékenység lesz úrrá rajta, s nekiesik Dupreenak.
A következő éjjel Dupree maszturbál a pornófilmek segítségével, amiket Carl elrejtett Molly elől. Mivel nem tud aludni, Molly lejön a földszintre, s megdöbben a látottakon. Carl felébred, s rögtön aggódni kezd, hogy Molly rátalál a gyűjteményére. Így is lesz, s a nő igencsak megharagszik férjére. Nyomásra, Carl kidobja a filmeket. Neil értesül a dologról, s azonnal átugrik barátjához, hogy begyűjtse őket a szemetesből.
Carl ismét kiteszi Dupree szűrét, s hangot ad gyanújának róla és Mollyról, ami felháborítja Dupree-t. Másnap este Mr. Thompson érkezik vacsorára, amit megzavar Dupree lezuhanása a tetőről. Molly beinvitálja a sérültet, Carl nem kis neheztelésére. Mikor Mr. Thompson kezdi megkedvelni Dupree-t, Carl feldühödik, s átveti magát az asztalon, egyenesen Dupree-re, aki nyaksérülést szenved. Visszatérve a kórházból, Molly szembesíti apját, hogy mit is gondol valójában új vejéről, Carl pedig elhagyja a házat. A következő reggelen Dupree összehívja a helybéli srácokat, s Carl keresésére indulnak. Dupree végül rálel a bárban, s meggyőzi őt, hogy ne eressze el Mollyt, s a férfi ráébred, mit is jelent neki felesége. Dupree segít neki bejutni Mr. Thompson irodájába, eltereli Paco, a biztonsági őr figyelmét, s így Carl egyenesen apósához megy, s szembesíti őt a helyzettel. Végül sikerül megegyezésre jutniuk, s Thompson beismeri, hogy állandóan inzultálni próbálta Carlt. Dupree ekkor bezuhan a plafonon át, s az asztalon landol. Carllal együtt hazamennek, ahol a férfi bocsánatot kér Mollytól, s megígéri, hogy mindent rendbe fog hozni. Dupree örül, hogy helyreálltak a dolgok, elköltözik tőlük és az ifjú pár nyugodtabban tengetheti hétköznapjait.
Író és motivációs szónok lesz belőle.

## Szereplők
| Szereplő                | Színész         | Magyar hang    |
| ----------------------- | --------------- | -------------- |
| Randolph "Randy" Dupree | Owen Wilson     | Széles László  |
| Carl Peterson           | Matt Dillon     | Józsa Imre     |
| Molly Peterson          | Kate Hudson     | Spilák Klára   |
| Mr. Thompson            | Michael Douglas | Dörner György  |
| Neil                    | Seth Rogen      | Kerekes József |

## Fogadtatás
Az 54 millió dollárt felemésztő produkció hazájában nem lett olyan hatalmas sikerű, mint Owen Wilson egy évvel korábban bemutatott filmje, az Ünneprontók ünnepe, mindazonáltal helytállt a mozipénztáraknál. Első hétvégéjén 20 millió dollár fölött hozott, pályafutását pedig 75 millióval zárta. Nemzetközi tekintetben további közel 55 millió dollárral gyarapodott egyenlege. Magyarországon az ősz első sikerfilmjeként messze túlteljesítette az Ünneprontók ünnepét, három héten át vezette a budapesti és az országos toplistát, s összesen több, mint 182 ezer néző váltott rá jegyet.
Az Én, a nő és plusz egy fő minőségi megítélése azonban korántsem alakult ilyen fényesen. A rottentomatoes.com kritikagyűjeménye mindössze 22%-os frissességet szavazott meg a filmnek, míg a nézők (az IMDb alapján) ennél ugyan valamivel jobbnak találták, de így is csak közepesnek (5,6 csillag a 10-ből).

## Visszhang
Publicitást kapott a Steely Dan nevű zenei formáció azon vélekedése, hogy a film alaptörténetét "Cousin Dupree" című dalukból vették a film készítői. Egy tízbekezdéses, Luke Wilsonnak címzett levélben, melyet feltettek weboldalukra, a banda azt kérte Owen Wilsontól, hogy lépjen színpadra egyik koncertjükön, ahol a nyilvánosság előtt kér elnézést a filmért, továbbá szétoszt pár Steely Dan ingyenpólót, kulcstartót és bögrét az okozott kellemetlenségekért. Owen Wilson viccként fogta fel a levelet, s reagálásában közölte, hogy nem ismer semmiféle "Mr. Steely Dant", és hogy a következő filmjének címe valószínűleg "HEY 19" lesz (tréfa a Steely Dan "Hey Nineteen" című számával). A Steely Dan akciójának kritizálói rámutattak, hogy a "Dupree" név kivételével a filmnek semmi köze sincs a dalhoz. A Dupree MySpace további két dalt listáz, melyekben előfordul a név, a "Dupree's Diamond Blues"-t a The Grateful Deadtől és a "Dupree's Paradise"-t Frank Zappától – mindkét szám jóval megelőzte időben a Steely Dan dalát.[forrás?]

## Érdekességek
- Rolfe Kent zeneszerző megalkotta a film zenéjét, az utolsó pillanatban azonban – alig egy héttel a sajtóvetítés előtt – lecserélték Theodore Shapiróéra.[forrás?]